# Ольсен, Юрген
Юрген О́льсен (нем. Jürgen Ohlsen; 15 марта 1917, Берлин — 23 сентября 1994 (?), Дюссельдорф) — немецкий актёр, получивший известность благодаря главной роли в пропагандистском фильме «Квекс из гитлерюгенда».

## Биография
В 1933 году Ольсен получил роль убитого коммунистами члена Гитлерюгенда Хайни Фёлькера, которая изначально предназначалась для заболевшего актёра Германа Брауна. В том же году Ольсен снялся в той же роли Хайни Фёлькера в короткометражном фильме «Все участвуют». В 1934 году Ольсен вступил, в Гитлерюгенд, после того, как был распущен «Южный легион», в котором он состоял ранее. В 1935 году Ольсен получил роль курсанта люфтваффе Хайнца Мутезиуса в фильме «Чудо полёта». В пропагандистских целях Юрген Ольсен гастролировал по всей Германии и считался идеалом гитлерюгенда.
В том же 1935 году Ольсен, предположительно, был исключён из гитлерюгенда якобы по причине того, что его видели играющим в теннис с евреями. Это официально было опровергнуто, однако это был последний год, когда Ольсен засветился в обществе. Предположительно, Ольсен или был гомосексуалом или имел гомосексуальную связь с рейхсюгендфюрером Бальдуром фон Ширахом, которого подозревали в этих связях со многими членами гитлерюгенда.
На самом деле Юрген получил образование инженера-строителя в Бреслау в 1938 году, после чего работал по профессии в Бадене. С началом войны был призван на военную службу в 1940 году. После окончания войны вернулся к работе по профессии в Западной Германии.
Юрген Ольсен скончался на 77-м году жизни, в Дюссельдорфе, 23 сентября 1994 года.

## Фильмография
- 1933: Квекс из гитлерюгенда — Hitlerjunge Quex: Ein Film vom Opfergeist der deutschen Jugend
- 1933: Все участвуют — Alle machen mit
- 1935: Чудо полёта — Wunder des Fliegens: Der Film eines deutschen Fliegers